# Donior Islamov
Donior Islamov (ur. 3 grudnia 1989 roku) – mołdawski zapaśnik walczący w stylu klasycznym. Dziewiąty na mistrzostwach świata w 2018. Brązowy medalista mistrzostw Europy w 2016 i 2018. Dziesiąty w indywidualnym Pucharze Świata w 2020. Zajął 26. miejsce na Igrzyskach europejskich w 2015. Triumfator akademickich MŚ w 2012 i trzeci w 2014 roku.